# Mut-Aszkur
Mut-Aszkur – syn asyryjskiego króla Iszme-Dagana I (1781-1741? p.n.e.), ożeniony przez ojca z córką władcy huryckiego ludu Turukku. Nie wiadomo czy udało mu się przejąć tron asyryjski po śmierci ojca, gdyż „standardowa” wersja Asyryjskiej listy królów nie wymienia go, a jako następcę Iszme-Dagana I podaje uzurpatora o imieniu Aszur-dugul. Z drugiej strony znany jest fragment alternatywnej wersji tej Listy, w którym jego imię wymienione jest po imieniu jego ojca. Wydaje się, iż wraz ze śmiercią Iszme-Dagana I i kompletnym rozpadem państwa stworzonego przez Szamszi-Adada I (1814-1781 p.n.e.) nastał w Asyrii okres anarchii, w którym kilku pretendentów do tronu walczyło ze sobą o władzę. Niejasny jest związek Mut-Aszkura z Asinumem, władcą Aszur, który w tzw. „inskrypcji Puzur-Sina” wymieniany jest jako wnuk Szamszi-Adada I.